# Речка 2-я (река, впадает в Берингово море)
Речка 2-я (Вторая Речка) — река на юге Чукотки, протекает по территории Анадырского района. Длина реки — 81 км.
Бассейн Второй речки целиком располагается в Анадырской низменности. Берёт истоки в болотах южнее горы Дионисия. Впадает в Анадырский лиман Берингова моря.
Река протекает через сильно заболоченные равнинные кочкарные осоково-пушицево-кустарничковые тундры в окружении многочисленных озёр. В пойме реки произрастают низкорослые ольховники и ивняки.
В низовьях под действием приливов отмечается изменение течения реки на противоположное.

## Притоки
Объекты перечислены по порядку от устья к истоку.
- 29 км: Тундровая
- 30 км: Перевальная
- 66 км: Препятствия
- 69 км: Каменистая
- 71 км: Танеевка